# Cyrestis seneca
Cyrestis seneca är en fjärilsart som beskrevs av Wallace 1869. Cyrestis seneca ingår i släktet Cyrestis och familjen praktfjärilar. Inga underarter finns listade i Catalogue of Life.